# Chirurgia estetica
La chirurgia estetica è una branca chirurgica che, a differenza delle altre, come la chirurgia plastica che ha uno scopo “funzionale” e “riparativo”, in questo caso è finalizzata a migliorare o semplicemente modificare l'aspetto fisico di pazienti clinicamente sani. È anche definita chirurgia cosmetica.

## Interventi di chirurgia estetica
Gli interventi possono riguardare il viso, in particolar modo il: naso (rinoplastica), le palpebre (blefaroplastica), il mento (genioplastica), le orecchie (otoplastica) e gli occhi (cheratopigmentazione) . Possono essere inoltre diretti alla rimozione delle rughe (ritidectomia o lifting) o all'impiego di tessuto adiposo (lipofilling). Altri interventi sul viso riguardano gli zigomi, la mandibola e la mascella.
La chirurgia della mammella permette l'ingrandimento (mastoplastica additiva), la riduzione (mastoplastica riduttiva) o il rassodamento del seno (mastopessi). Essa può avere un ruolo anche nel sesso maschile in caso di ginecomastia.
La chirurgia estetica si occupa anche di interventi di addominoplastica per la ricostruzione dei muscoli della parete dell'addome e di liposuzione, per la rimozione del tessuto adiposo sovrabbondante.